# Tenshindon

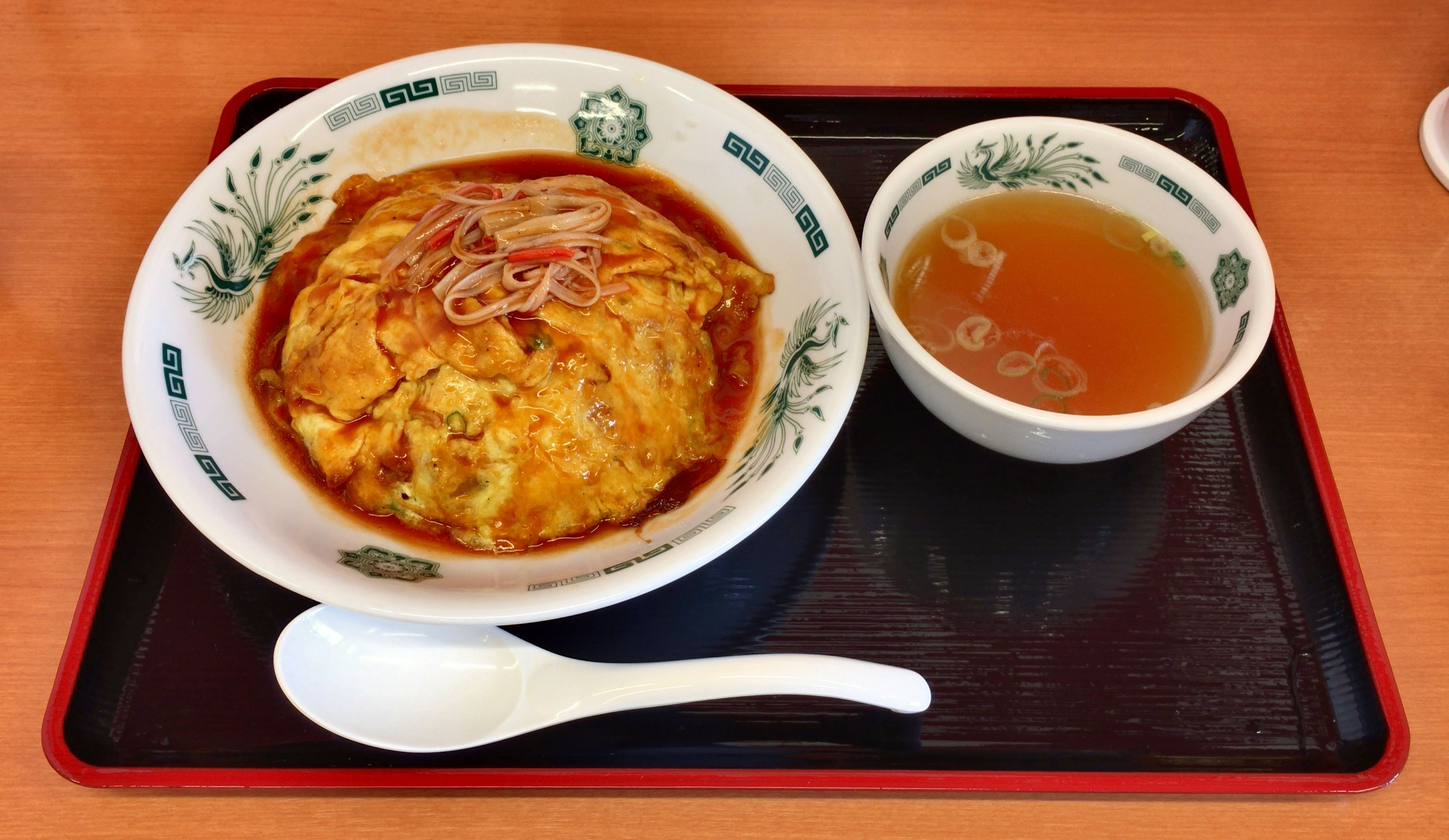
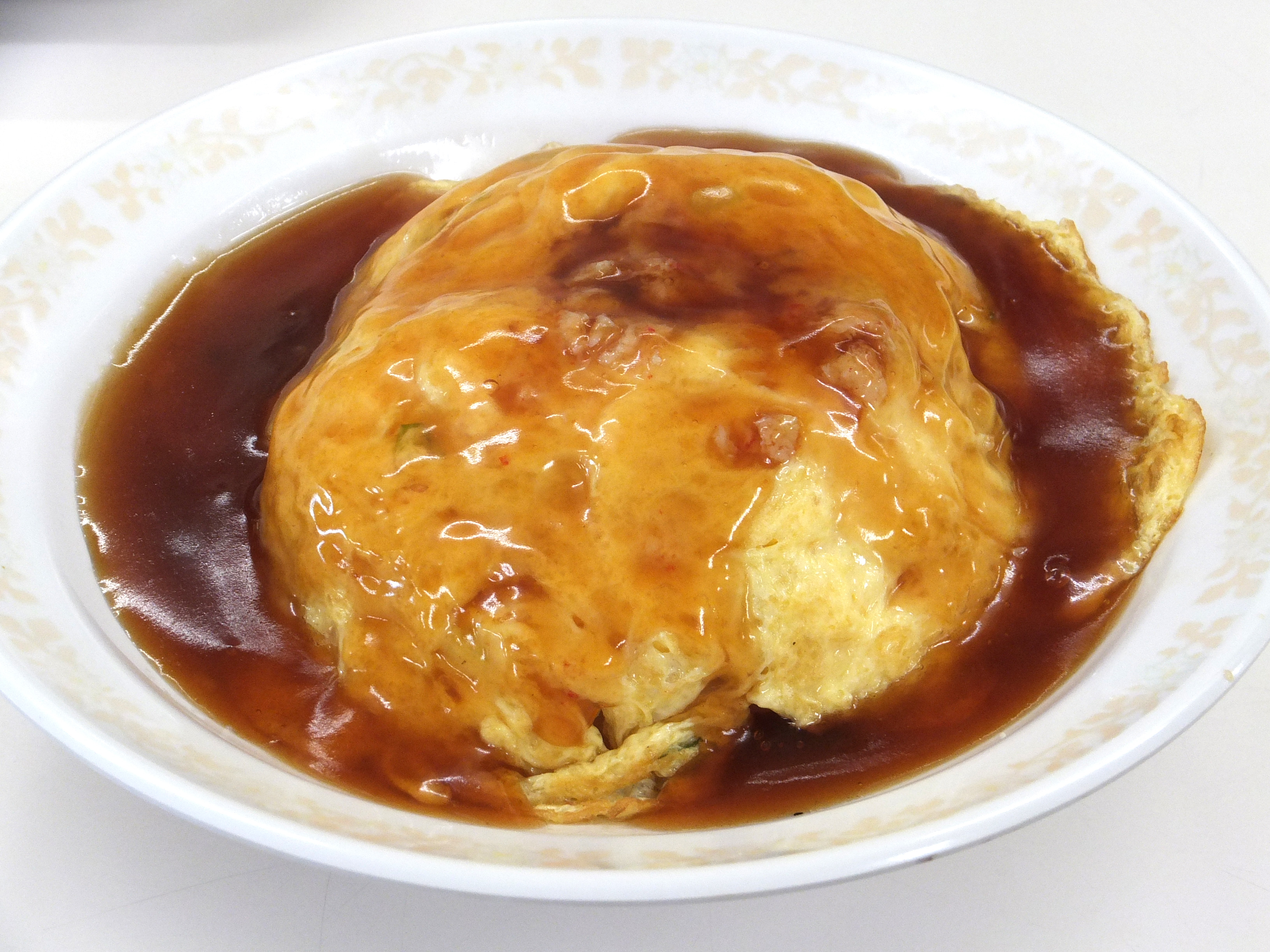
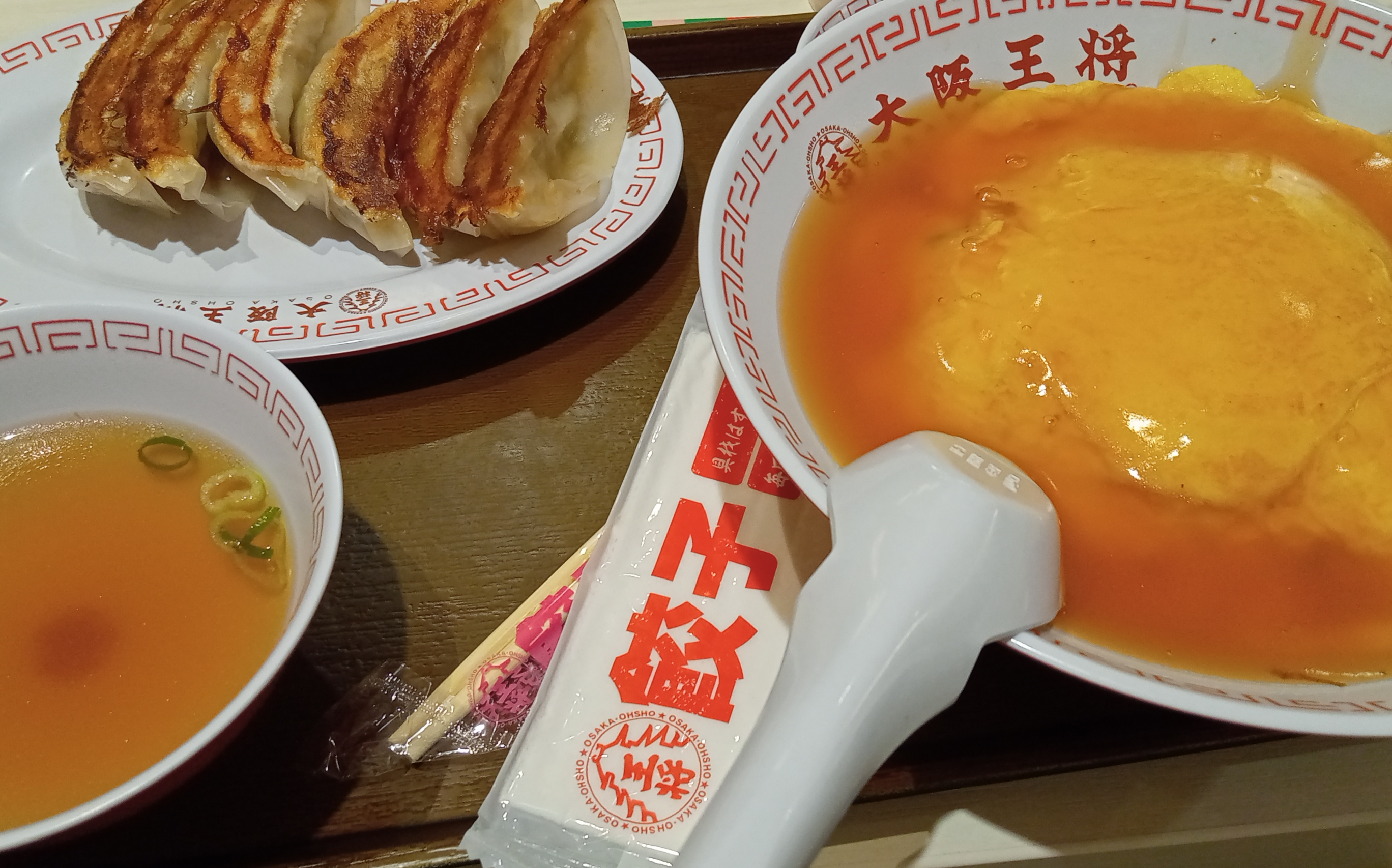
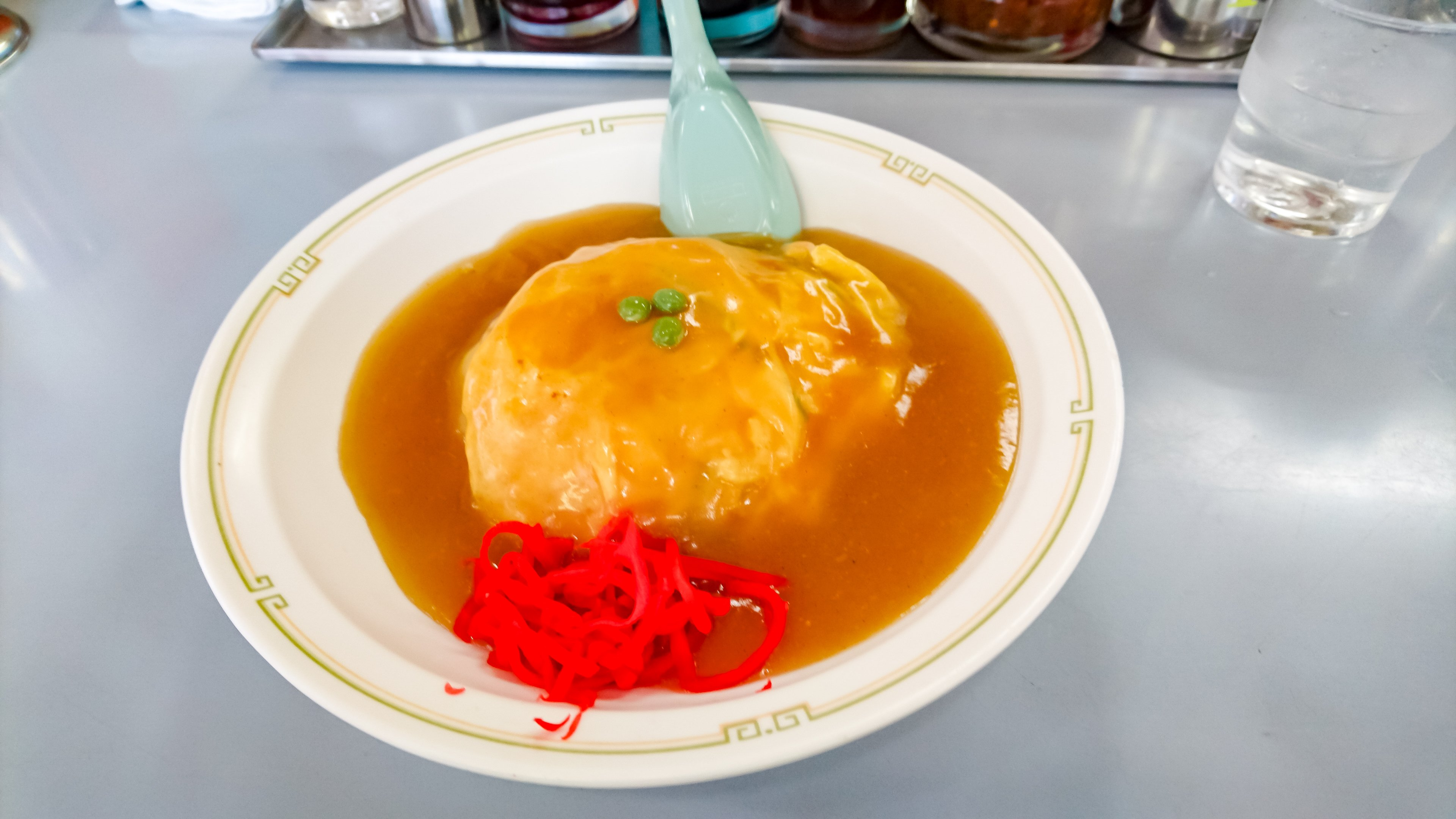
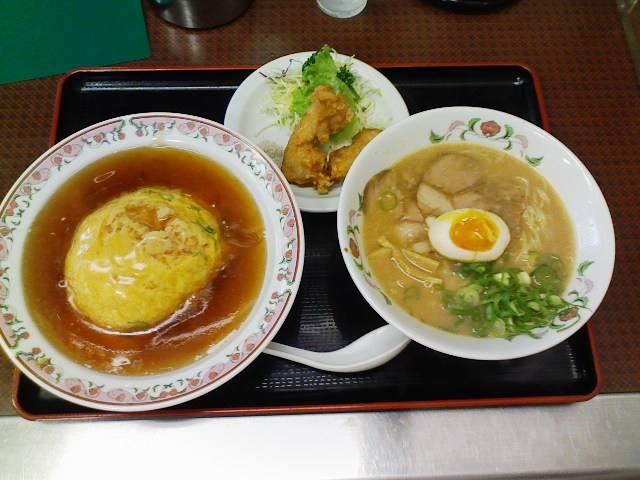

Tenshindon (天津丼 (Thiên Tân đảm)), còn được gọi là  Tenshinhan (天津飯 (Thiên Tân phạn)), là một đặc sản của Nhật Bản - Trung Quốc, bao gồm một món trứng tráng thịt cua trên cơm, nguồn gốc tên là từ trực hạt thị Thiên Tân ở miền bắc Trung Quốc.